# Flugunfall auf dem Gauligletscher
Am 19. November 1946 ereignete sich im Osten der Berner Alpen eine als "Flugzeugabsturz" auf dem Gauligletscher in die Geschichte eingegangene ungewollte unsanfte Landung einer amerikanischen Douglas C-53 (militärische Version der Douglas DC-3) auf der hohen Schneedecke eines mässig geneigten hochalpinen Gletschers.  Es handelte sich weder um einen Absturz noch um eine Bruchlandung oder Notlandung, sondern eher um ein Stranden. (Der genaue Terminus ist Controlled flight into terrain.) Das Flugzeug nahm kaum Schaden.
Nach dem Start von der Tulln Air Base bei Wien und einer Zwischenlandung in München befand sich die Maschine auf dem Flug zur nächsten Zwischenlandung in Marseille. Unter den acht Passagieren befanden sich hochrangige Militärs der amerikanischen Besatzungstruppen in Österreich und Angehörige sowie vier Besatzungsmitglieder. Bei der unsanften Landung gab es wohl wegen der starken Bremswirkung im hohen Schnee Verletzte, aber keine Toten. Die Umstände der erst sechs Tage später erfolgreich beendeten Rettung der Flugzeuginsassen erregten weltweit Aufsehen. Es war die erste Rettung im Hochgebirge aus der Luft (Luftrettung).

## Der Flug
Am 18. November 1946 startete die Douglas C-53 mit der militärischen Nummer 42-68846 am US-Militärflugplatz Tulln-Langenlebarn nordwestlich von Wien. Die geplante Route verlief witterungsbedingt über München, Strassburg und Dijon zum Militärflugplatz Istres-Le Tubé bei Marseille-Istres. Am 20. November 1946 sollte der Flug in Pisa enden. Nach einer Zwischenlandung in München entschied sich der Pilot wegen starker nordwestlicher Winde für einen Flug via Innsbruck-Brenner. Über Innsbruck änderte er die Richtung erneut und flog westwärts. Über Chur wurde ein Kreis geflogen, um die verlorene Orientierung wiederzufinden. Auf 3350 Meter Höhe über Meer flog man nach Instrumentenflugbedingungen (IMC) in Richtung des Funkfeuers Lyon durch die an vielen Stellen höheren Schweizer Alpen und bei schweren Fallwinden und Turbulenzen.
Am 19. November 1946 um 14.25 Uhr setzte die Maschine unfreiwillig mit einer Geschwindigkeit von 280 km/h genau in der Höhe von 3350 Metern auf dem Gauligletscher am Südosthang des Gauligrats auf und rutschte über Schnee und Eis noch 80 Meter aufwärts. Durch einseitigen Schneestau nach dem Aufsetzen wurde das Flugzeug seitlich abgelenkt und rutschte dadurch zwischen zwei Gletscherspalten weiter; ansonsten wäre die DC-3 hineingestürzt. Zuvor war das Flugzeug im Zeitraum von 25 Minuten bereits an mehreren höheren Gipfeln vorbeigeflogen.

## Die Suche
Die Piloten konnten nach einer Stunde einen Notruf absetzen, der am Flughafen Paris-Orly und am Militärflugplatz Istres-Le Tubé empfangen wurde. Die Besatzung wähnte sich in den französischen Alpen. Funkpeilungen ergaben keine klare Region. Die Amerikaner begannen in den Alpen eine gross angelegte Suchaktion mit 80 beteiligten Flugzeugen.
Nach etwa zwei Tagen fiel dem Chef des Militärflugplatzes Meiringen in der Schweiz die gute Verständlichkeit der Notrufe auf. Am Abend des 21. November konnte noch einmal gepeilt werden; das Wrack wurde im Dreieck Airolo-Sion-Jungfrau geortet. Nun wurde auch die Schweiz als möglicher Unfallort in Betracht gezogen, obwohl amerikanische Flugzeuge damals nicht über der Schweiz hätten verkehren dürfen. Eher zufällig wurde das Wrack aus einer amerikanischen Boeing B-29 während eines Überflugs nach München aus 5000 Metern Höhe und von einer Schweizer K+W C-36 auf geringerer Höhe zwischen dem Rosenhorn und dem Wetterhorn gesichtet.
Der Vater des Unfallpiloten, General Ralph Tate, war in der B-29 an der Suche beteiligt; er sichtete auch als erster die abgestürzte Maschine.

## Rettung
Nachdem der Unfallort bekannt war, begann die bis dahin grösste Rettungsaktion in den Alpen. Die Amerikaner schickten aus Tarvisio einen Sonderzug mit 150 Gebirgsjägern der 88. US-Division mit Ambulanzwagen, Jeeps und Weasels durch den Simplontunnel in die Schweiz. Sie waren nicht ausreichend auf eine Gebirgsrettung bei Schnee, Eis und schlechtem Wetter vorbereitet.
Amerikanische und schweizerische Flugzeuge warfen deshalb beim Wrack Hilfspakete ab. Die meisten Pakete landeten in Gletscherspalten oder an anderen unerreichbaren Orten. Als ein abgeworfener Sack Kohle eine Tragfläche des Wracks traf, erbaten die Verunglückten mittels einer Schrift im Schnee (das Wort "FINI") die Einstellung der Abwürfe, da sie befürchteten, die Kabine des als Unterschlupf dienenden Wracks könnte beschädigt werden.

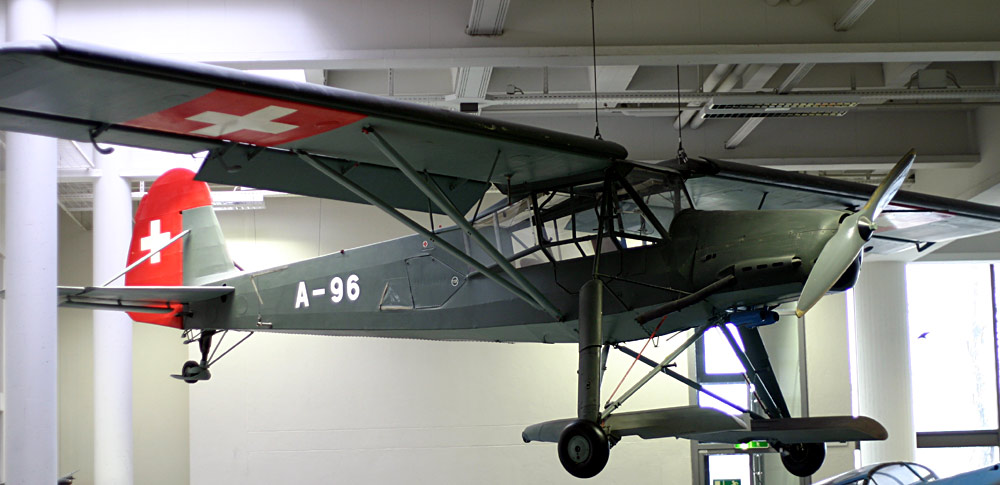
Fieseler Storch mit Kufen.
Eins der an der Rettung beteiligten Flugzeuge hatte die Kenn-Nummer A-97.

Bei einem weiteren Erkundungsflug wurde bemerkt, dass sich die Unfallmaschine nicht nordwestlich, sondern südlich des Rosenhorns auf dem oberen Teil des Gauligletschers befand. Das verlängerte den Anmarsch der Schweizer Rettungskolonne, die bereits von Rosenlaui aus aufgebrochen war, um mehrere Stunden. Am 23. November um 14.20 Uhr erreichten zwei Schweizer (der später bekannte Bergsteiger Ernst Reiss und ein weiterer Soldat) nach über 13 Stunden Anmarsch auf Skiern die Verunglückten. Für einen Rückmarsch mit den Verunglückten am selben Tag war es zu spät; auch waren die Helfer dafür zu stark geschwächt. Sie mussten daher bei −15 °C beim Flugzeug biwakieren. Am 24. November begann ab 8 Uhr der Abstieg Richtung Gaulihütte. Eine Funkverbindung mit dem Tal gelang immer noch nicht. Kurz vor 10:30 Uhr gelang es zwei Piloten der Schweizer Luftwaffe, mit zwei Maschinen vom Typ Fieseler Storch mit Kufen am Fahrwerk neben den Rettungsmannschaften auf dem obersten Gletscherplateau (Höhe über Meer: 2850 Meter) zu landen, wie Bild Nr. 10 im Artikel Das Wunder vom Gauligletscher zeigt. Mit neun Flügen konnten die zwölf Verunglückten – nur einer davon schwer verletzt – ins Tal geflogen werden. Dies gilt als Geburtsstunde der alpinen Luftrettung. Die amerikanische Flugzeugbesatzung versuchte noch, vermutlich aus Gründen der Geheimhaltung wegen militärischer Dienstvorschriften, das Flugzeugwrack beim Verlassen zu zerstören, was durch die Schweizer Soldaten verhindert wurde. Während der Rettungsaktion wurden auch Filmaufnahmen und Fotos gemacht. Da die USA das Flugzeugwrack nicht zurückerhalten bzw. bergen konnten, schenkten sie es der Schweiz.

## Folgen
Unmittelbar nach dem Weltkrieg waren die diplomatischen Beziehungen zwischen der Schweiz und den USA gestört. Diese Rettungsaktion löste einen Sturm der Begeisterung in den USA aus und wendete die politische Meinung. Viele internationale Medien verfolgten die Schweizer Rettungsaktion mit Reportern vor Ort. Kameramann Robert D. Garbade der S.F.W. hat die Rettungsaktion von der Luft und vom Boden ausführlich verfolgt. Angelsächsische Medien zeigten sich erstaunt über den uneigennützigen Einsatz der Schweizer zur Rettung von zwölf Amerikanern.
Die Rettungsaktion am Gauligletscher war eine aus der Not geborene Pionierleistung und markiert den Beginn der alpinen Luftrettung. 1952 wurde die Schweizerische Rettungsflugwacht gegründet.
Kurz nach der Rettungsaktion wurde das Wrack der DC-3 komplett eingeschneit; der Schnee wurde später zu Eis. Die seit dem Abschmelzen des Gletschers frei gewordenen Teile werden jeweils vor dem Abtransport abmontiert. Einige Teile wurden schon im Sommer 1947 von der Schweizer Armee geborgen. Heute zu findende lose Teile könnten vom durch die schweizerischen Retter unterbundenen Versuch der Besatzung stammen, das Flugzeug nach Beginn der Rettungsaktionen zu zerstören oder vom Jahrzehnte langen Wirken des Gletschereises gelöst worden sein.
Gegen den Piloten Ralph Tate wurde eine Untersuchung eingeleitet. Er wurde wegen Verstosses gegen Flugdienstvorschriften von einem US-Militärgericht zu einer Strafe verurteilt. Er habe sich schuldig gemacht, die eingereichte Flugroute nicht eingehalten und seine Höhenkarte falsch verstanden zu haben. Seinen Rang und seinen Pilotenschein behielt er.
Später wurde er Major der Military Air Transport Staff.

## Erinnerung
Im Dorfzentrum Grimseltor in Innertkirchen ist einer der vom Eis freigegebenen Propeller ausgestellt.
Am 27. Juli 2012 wurden Wrackteile der DC-3 auf dem Gauligletscher entdeckt. Im Sommer 2018 wurden durch den warmen Sommer grosse Trümmer auf dem Gletscher freigeschmolzen. Rund zwei Tonnen davon, darunter auch ein Motor mit Propeller, wurden von der Schweizer Luftwaffe geborgen und sollen später ausgestellt werden. Im Dezember 2020 bestiegen Forscher der Universität Zürich und der ETH Zürich zusammen mit ABC-Spezialisten der Schweizer Armee den Gauligletscher, um Eisproben zu entnehmen. Dabei wurden auch Teile des Wracks entdeckt. Die Schweizer Armee geht davon aus, dass das Wrack in den nächsten Jahren komplett an die Gletscheroberfläche kommen werde.
Am 5. November 2016 hob der in Polen bei einer Spezialfirma restaurierte Storch A-97 nach mehr als 50 Jahren Flugpause zum zweiten Erstflug ab. Anschliessend ging es zurück in die Schweiz. Am 13. Mai 2017 flog ein Fieseler Storch mit dem Luftfahrzeugkennzeichen A-99 über den Gauligletscher. Geplant war, mit dem Flugzeug auf dem Gletscher zu landen. Wegen diffuser Lichtverhältnisse wurde darauf verzichtet und im Juli 2017 wurde das Flugzeug bei einer Landung im Kanton Zürich beschädigt. Der Verein, der das Flugzeug betrieb, besass ebenfalls den originalen Storch A-97, der bei der Rettung auf dem Gauli-Gletscher tatsächlich dabei war und nach der Ausmusterung 50 Jahre im Verkehrshaus der Schweiz zu sehen war, bevor er wieder lufttüchtig revidiert wurde. Im Jahr 2018 flog der originale Storch A-97 erstmals nach Meiringen und war dort gemeinsam mit dem Storch A-99 zu sehen. Die Betreiber hofften, im folgenden Jahr zum Gauli-Gletscher fliegen zu können und dort zu landen. Für die Wiederholung der historischen Landung sollte es eine Ausnahmegenehmigung durch das Bundesamt für Zivilluftfahrt geben. Im Frühjahr 2019 sollte vom Flugplatz Meiringen aus mit einer erneuten Landung an die Rettungsaktion mit dem A-97 auf dem Gauligletscher nahe der Stelle von 1946 erinnert werden. Aufgrund des Wetters und der Schneeverhältnisse auf dem Gauli kam es dazu nicht. Auch 2020 und 2021, nach dem Tod Mäzen Reiner Vondruska, konnte das Vorhaben nicht umgesetzt werden. Der A-97 wird voraussichtlich nicht mehr fliegen und bleibt in Dübendorf im Museum.